# Progona xanthura
Progona xanthura là một loài bướm đêm thuộc phân họ Arctiinae, họ Erebidae.